# Rei Carnestoltes
|  | «Carnestoltes» redirigeix aquí. Si cerqueu la celebració, vegeu «Carnaval». |

El Rei Carnestoltes és un personatge fictici que presideix les activitats del cicle festiu de Carnaval i que encarna totes les qualitats relacionades amb la disbauxa, la transgressió, la burla i la festa. Habitualment és representat per un actor, que porta una indumentària estrambòtica i transmet un caràcter que reflecteix les qualitats que el caracteritzen. És l'antagonista de la Vella Quaresma, que simbolitza les qualitats oposades.
El Rei Carnestoltes apareix, generalment, el dia en què comencen les celebracions de Carnaval, i inaugura el cicle amb un discurs que repassa en clau satírica els esdeveniments principals de l'any i per acabar convidant tothom a unir-se a la diversió. La resta de dies es dedica a presidir balls, rues i desfilades, i finalment, el Dimarts de Carnaval és jutjat, a manera de boc expiatori, pel seu mal comportament que ha incitat a tothom al desordre i el desgavell mitjançant la rauxa descontrolada, i condemnat a mort: després de llegir el testament, impregnat pel missatge de gaudir de la vida sense preocupacions, és cremat en un lloc públic. Aquesta mort comportava un canvi en el comportament de les persones respecte de la setmana anterior, ara marcat per l'austeritat i l'abstinència, i suposa el començament de la quaresma, període de set setmanes que comença el Dimecres de Cendra i simbolitzada per l'antagonista del Rei Carnestoltes, que és la Vella Quaresma.
A Mallorca i Menorca, el nom del Rei Carnestoltes es deformà i esdevengué En Cames Tortes. A Maó la presència d'en Cames Tortes és ben viva, com també a Alaior i a Algaida, on la tradició es recuperà després que fos censurada pel franquisme.